# Сабии
Сабии (сабеи; араб. صابئة‎) — в ближневосточной традиции религиозная группа, упоминаемая в Коране как принадлежащая к людям Писания наряду с иудеями и христианами. Слово «сабии» имеет арамейское происхождение и в арабском языке употреблялось в значении людей, обратившихся из одной религии в другую (мекканские язычники называли так первых мусульман). Под именем сабиев у европейских и мусульманских авторов были известны самые разнообразные народности, относившиеся к различным историческим эпохам, но вследствие созвучия названия постоянно смешивавшиеся, что усложняет их идентификацию.

## В ранних источниках
Коран трижды упоминает сабиев:

Воистину, верующим, а также иудеям, христианам и сабиям, которые уверовали в Аллаха и в Последний день и поступали праведно, уготована награда у их Господа. Они не познают страха и не будут опечалены.

Оригинальный текст (ар.)إِنَّ الَّذِينَ آمَنُوا وَالَّذِينَ هَادُوا وَالنَّصَارَىٰ وَالصَّابِئِينَ مَنْ آمَنَ بِاللَّهِ وَالْيَوْمِ الْآخِرِ وَعَمِلَ صَالِحًا فَلَهُمْ أَجْرُهُمْ عِنْدَ رَبِّهِمْ وَلَا خَوْفٌ عَلَيْهِمْ وَلَا هُمْ يَحْزَنُونَ—  2:62 (Кулиев)
 Толкование (Аль-Мунтахаб): Те из последователей пророков, которые уверовали ранее, и иудеи, и христиане, и те, кто поклонялся планетам и ангелам (сабеи), и те, кто уверовал в миссию Мухаммада, придерживался единобожия, веруя в Аллаха Всевышнего, Единого и в Последний день — День Суда — и в воздаяние, и творили благо — им награда от Господа за почтение. Нет над ними страха, и не будут они печальны!

Воистину, верующие, а также иудеи, сабии и христиане, которые уверовали в Аллаха и в Последний день и поступали праведно, не познают страха и не будут опечалены.

Оригинальный текст (ар.)إِنَّ الَّذِينَ آمَنُوا وَالَّذِينَ هَادُوا وَالصَّابِئُونَ وَالنَّصَارَىٰ مَنْ آمَنَ بِاللَّهِ وَالْيَوْمِ الْآخِرِ وَعَمِلَ صَالِحًا فَلَا خَوْفٌ عَلَيْهِمْ وَلَا هُمْ يَحْزَنُونَ—  5:69 (Кулиев)

В День воскресения Аллах рассудит между верующими, исповедующими иудаизм, сабиями, христианами, огнепоклонниками и многобожниками. Воистину, Аллах является Свидетелем всякой вещи.

Оригинальный текст (ар.)إِنَّ الَّذِينَ آمَنُوا وَالَّذِينَ هَادُوا وَالصَّابِئِينَ وَالنَّصَارَىٰ وَالْمَجُوسَ وَالَّذِينَ أَشْرَكُوا إِنَّ اللَّهَ يَفْصِلُ بَيْنَهُمْ يَوْمَ الْقِيَامَةِ ۚ إِنَّ اللَّهَ عَلَىٰ كُلِّ شَيْءٍ شَهِيدٌ—  22:17 (Кулиев)

## В поздних источниках
Согласно позднейшим мусульманским источникам, сабии почитали одну из четырёх книг авраамической традиции — «Забур» («Псалтирь»), ниспосланную царю Давиду. Аль-Халиль аль-Фарахиди указывал, что сабии «поклонялись ангелам», а их религия напоминала христианство. Ибн ан-Надим описывал сабийскую секту в южной Месопотамии (видимо, тождественную гностическому иудеохристианскому течению елкесаитов, к которому принадлежали родители пророка Мани). Аль-Бируни утверждал, что «истинные сабии» были потомками иудейских колен, оставшихся в Вавилонии, когда Кир II Великий позволил их соплеменникам вернуться в Иерусалим.
Большая часть сведений о сабиях происходит из книги Ибн Вахшия «Набатейское сельское хозяйство» (904 год), основанной на древних месопотамских и сирийских источниках (в ней сабии названы народом, жившим ещё до Адама). Маймонид, который перевёл это сочинение, считал его весьма точным изложением верований сабиев, но в «Путеводителе растерянных» идентифицировал современных сабиев с харранскими сабеянами, считавшими своим пророком Гермеса Трисмегиста, отождествляемого с Идрисом (библейским Енохом). По сведениям Маймонида, харранцы, поставленные халифом аль-Мамуном перед выбором между принятием ислама либо другой веры Писания и смертью, нашли лазейку в Коране и объявили себя сабиями.

## Современные трактовки
В XIX веке курд-езид Николя Сиуффи, бывший французским вице-консулом в Мосуле, утверждал, что обнаружил сохранившуюся 4-тысячную общину сабиев, что было скептически воспринято научным сообществом.
Профессор Д. А. Хвольсон в сочинении «Die Sabier und der Sabismus» (СПб., 1856) разделял всех известных сабиев на исторических и мнимых сабиев.
Согласно этому сочинению, исторические сабии — это:
1. истинные (халдейские) сабии — упоминаемые в Коране парсифицированные халдейские язычники или внехристианские гностики, родоначальники современных мандеев, или христиан св. Иоанна Крестителя, которые живут недалеко от Персидского залива и говорят на испорченном халдейско-арамейском наречии; и в настоящее время они известны среди мусульман под именем сабии, или субба, то есть умывающиеся (благодаря своим частым омовениям).
2. псевдосабии (харранские, или сирийские сабии) — остатки эллинизированных древнесирийских язычников греческой культуры, которые около 830 г. приняли название «сабии», чтобы пользоваться среди мусульманских народов веротерпимостью, которую Коран обещал истинным сабиям. Они жили в Северной Месопотамии (в Харране, Эдессе, Багдаде и др.). Религия их представляет собой синкретическое смешение халдеизма, парсизма, иудаизма, христианства, герметизма, гностицизма, неоплатонизма и имеет эзотерический характер. С XII столетия они более не встречаются в истории, но возможно, что продолжают существовать где-либо в Месопотамии под другим именем; от этих сабиев осталось много литературных памятников, написанных на чистейшем сирийско-арамейском наречии. Они сохранили элементы древнейших месопотамских верований и античных наук. Во многом благодаря харранским сабиям мусульмане познакомились с культурным и философским наследием древних вавилонян и греков.

Мнимыми сабиями являются некоторые народы и религиозные секты древних и Средних веков, которые у арабских, еврейских и персидских писателей назывались сабиями в смысле звездопоклонников и язычников, а позднее были приурочены европейскими учёными к историческим сабиям, например древние халдеи, персы времён Зороастра, буддисты, сабеи Аравии и др.; от этого названия сабиев образовался термин сабеизм в смысле поклонения звёздам.
Современная синкретическая вера бахаи также указывает на две группы сабиев: «звездопоклонников», считавших своими пророками Сифа и Идриса (которого Бахаулла, в свою очередь, отождествил с Гермесом), и последователей «сына Захариева» (Иоанна Крестителя), то есть мандеев.
В современном межрелигиозном диалоге мусульманские богословы и комментаторы называют собирательным словом сабии группы людей, не имеющих сформированной конкретной религии, но имеющие убеждения, близкие к христианству, иудаизму, исламу, зороастризму, то есть монотеистов (единобожников).

## Представители
Множество багдадских учёных периода 850—1050 годов были сабиями. Так, сабием по происхождению был средневековый астроном и математик Аль-Баттани. Ещё один астроном и математик, Сабит ибн Курра, был членом общины харранских сабиев, но вступил в конфликт со своими единоверцами, переехал в Багдад и основал там свою секту, значительная часть которой затем обратилась в ислам. Из числа известных сабиев ислам принял также историк Хилал ас-Саби.